# Tehtya
Tehtya är ett släkte av svampdjur. Tehtya ingår i familjen Tethyidae.
Släktet innehåller bara arten Tehtya citrina.